# Elezioni parlamentari in Germania del 1938
Le elezioni parlamentari in Germania del 1938 si tennero il 10 aprile in Germania e nell'Austria appena annessa. Si trattò delle ultime elezioni per il Reichstag del Terzo Reich. Le elezioni avvennero sotto forma di un referendum con un solo quesito in cui si chiedeva se l'elettore approvava la lista unica dei candidati del Partito Nazionalsocialista Tedesco dei Lavoratori (unico partito legale) e dei candidati "indipendenti" filonazisti e la recente annessione dell'Austria (l'Anschluss). Secondo i dati ufficiali, l'affluenza fu del 99,5% e il 98,9% votò "Sì" In Austria, invece, l'affluenza sarebbe stata del 99,71% e il 99,73% avrebbe votato "Sì".
Le elezioni si tennero per raccogliere un ampio supporto ufficiale dalla nuova provincia dell'Ostmark, anche se si tennero delle nuove elezioni per altri 41 seggi nei Sudeti, recentemente annessi, il 4 dicembre. La lista unica dei candidati del Partito Nazionalsocialista Tedesco dei Lavoratori e degli indipendenti, secondo i dati ufficiali, avrebbe ricevuto il 97,32% dei voti.
Il nuovo Reichstag, l'ultimo del Terzo Reich, si riunì la prima volta il 30 gennaio 1939, eleggendo un Presidium guidato dal Presidente del Reichstag in carica Hermann Göring. Il Reichstag si sarebbe riunito altre sette volte, l'ultima il 26 luglio 1942. Il 25 gennaio 1943, Adolf Hitler posticipò le elezioni per un nuovo Reichstag a causa della guerra, raddoppiando la durata della legislatura. Secondo le sue intenzioni, il nuovo Reichstag avrebbe dovuto essere convocato il 30 gennaio 1947, ma ormai in quella data il Terzo Reich non esisteva più.

## Risultati

### Germania
| Partito                                                                | Voti       | %     | Seggi |
| ---------------------------------------------------------------------- | ---------- | ----- | ----- |
| Partito Nazionalsocialista Tedesco dei Lavoratori (più schede bianche) | 44 451 092 | 99,01 | 813   |
| Contro                                                                 | 443 023    | 0,91  | –     |
| Schede nulle                                                           | 69 890     | 0,08  | –     |
| Totale                                                                 | 44 964 005 | 100   | 813   |
| Elettorato/Affluenza                                                   | 45 149 952 | 99,59 | –     |
| Fonte: Direct Democracy                                                |            |       |       |

### Austria

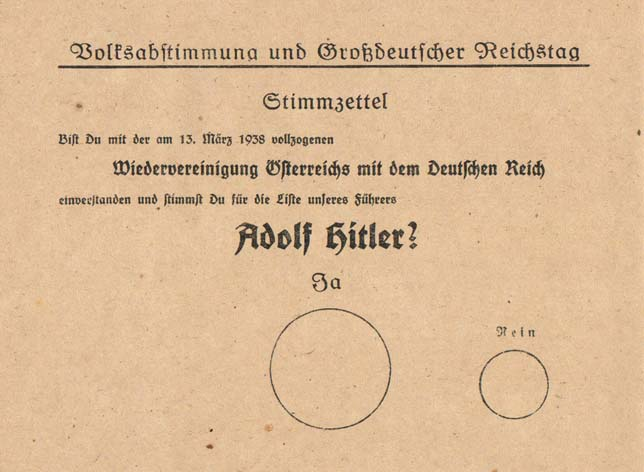
Scheda che recita: "Approvate la riunificazione dell'Austria con il Reich tedesco compiutasi il 13 marzo 1938 e votate per la lista del Führer Adolf Hitler?"

| Opzione                 | Voti      | %     |
| ----------------------- | --------- | ----- |
| A favore                | 4 453 912 | 99,73 |
| Contro                  | 11 929    | 0,27  |
| Schede bianche/nulle    | 5 777     | –     |
| Totale                  | 4 471 618 | 100   |
| Elettorato/affluenza    | 4 484 617 | 99,71 |
| Fonte: Direct Democracy |           |       |

### Sudetenland

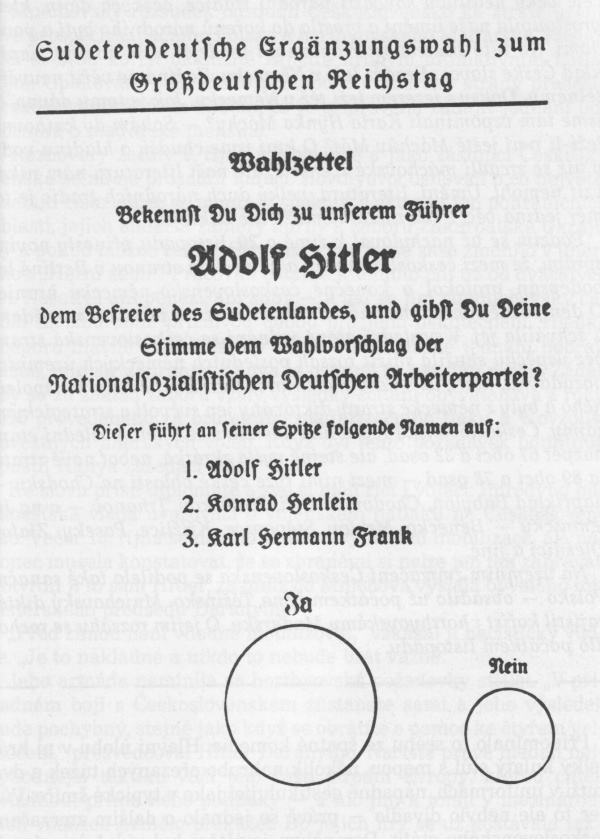
Scheda per le elezioni nei Sudeti, che si tennero il 5 dicembre in seguito all'annessione del Sudetenland. Furono le ultime elezioni sotto il regime nazista.

| Partito                                           | Voti      | %     | Seggi |
| ------------------------------------------------- | --------- | ----- | ----- |
| Partito Nazionalsocialista Tedesco dei Lavoratori | 2 464 681 | 98,68 | 41    |
| Contro                                            | 32,923    | 1,32  | –     |
| Schede bianche/nulle                              | 32,923    | 1,32  | –     |
| Totale                                            | 2 497 604 | 100   | 41    |
| Elettorato/affluenza                              | 2 532 863 | 98,90 | –     |
| Fonte: Nohlen & Stöver                            |           |       |       |